# Christian Jülich
Christian Jülich (* 28. September 1938 in Wilhelmshaven) ist ein deutscher Verwaltungsjurist und Autor von Fachliteratur, insbesondere zum Schulrecht.

## Leben und Tätigkeiten
Nach dem Schulbesuch am Gymnasium Ulricianum in Aurich  und dem Abitur am Aldegrever-Gymnasium in Soest (1958) studierte Jülich Rechtswissenschaften und Politikwissenschaften in Tübingen und Münster. Während seines Studiums wurde er 1958 bei der liberalen Burschenschaft Derendingia Tübingen aktiv. Nach dem Ersten juristischen Staatsexamen (1962) promovierte er 1966 auf Anregung von Ernst-Wolfgang Böckenförde mit einer Arbeit über die „Chancengleichheit der Parteien“ bei Hans Ulrich Scupin (Münster) und war nach dem Zweiten juristischen Staatsexamen (1968)  Wissenschaftlicher Assistent am Institut für Öffentliches Recht und Politik der
Westfälischen Wilhelms-Universität Münster.  Ab 1969 war er juristischer Kirchenrat im Evangelischen Büro Nordrhein-Westfalen bei Kirchenrat Johannes Doehring in Düsseldorf.
Ab 1971 war er im Kultusministerium Nordrhein-Westfalen tätig. Dort wurde er als Leitender Ministerialrat (1979) Leiter der Gruppe Schulrecht und Schulgesetzgebung. Zuletzt war er im Ministerium für Schule und Weiterbildung als Ministerialdirigent seit 1994 Leiter der Zentralabteilung und bis zur Pensionierung (2003) Leiter der Rechtsabteilung.
Jülich war Gründungsmitherausgeber der Zeitschrift „SchulVerwaltung NRW“ (1990) und hat Beiträge zum Schulrecht veröffentlicht, zuletzt insbesondere – gemeinsam mit Werner van den Hövel und Joachim Fehrmann – das „Schulrechtshandbuch Nordrhein-Westfalen“ (2005) mit einem Kommentar zum Schulgesetz NRW. Er hat sich frühzeitig dafür eingesetzt, mit dem Schulgesetz NRW ein einheitliches und konsensfähiges Landesschulgesetz NRW zu schaffen.
Sein Schwiegervater war der Jurist und Politiker Gustav Bergmann aus Schwaan (Mecklenburg).

## Schriften
- Heinz-Christian Jülich: Chancengleichheit der Parteien. Zur Grenze staatlichen Handelns gegenüber den politischen Parteien nach dem Grundgesetz. Schriften zum Öffentlichen Recht Band 51. Duncker und Humblot: Berlin 1967.
- Christian Jülich und Wolfgang Rombey: Die Schulpflicht in Nordrhein-Westfalen. Kommentar. Deutscher Gemeindeverlag Köln 1980. ISBN 3 55530166 7.
- Christian Jülich: Schulgesetzgebung in Nordrhein-Westfalen. Ein Rückblick. In: Schule zwischen Recht und Politik (Festschrift für Siegfried Tiebel, hrsg. von Rainer Brockmeyer und Paul Hamacher). Schöningh: Paderborn 1982. ISBN 3-506-88913-3.
- Christian Jülich: Kooperativer Bildungsföderalismus und Gesetzesvorbehalt im Schulrecht. In: Recht und Staat im sozialen Wandel (S. 755–733). Festschrift für Hans Ulrich Scupin zum 80. Geburtstag. Hrsg. von Norbert Achterberg.   Berlin: Duncker & Humblot 1983. ISBN 3 428 05347 8.
- Christian Jülich: Grundriss des Schulrechts Nordrhein-Westfalen. Neuwied: Luchterhand 1986.
- Christian Jülich: Schulwanderungen und Schulfahrten in Nordrhein-Westfalen. Deutscher Gemeindeverlag 5. Aufl. Köln 1993. ISBN 3-555-30344-9.
- Christian Jülich: Einheitliches Landesschulgesetz für Nordrhein-Westfalen. Ein überfälliger Schritt: Rechtsbereinigung, Kontinuität und Schulreform. NWVBl 2004, S. 456.
- Christian Jülich: Schulstruktur zwischen Chaos und Konsens, veröffentlicht auf S. 6 der FAZ vom 19. August 2010.
- Christian Jülich: Allgemeine Dienstordnung (ADO) für Lehrerinnen und Lehrer, Schulleiterinnen und Schulleiter an öffentlichen Schulen in NRW. Kommentar, in Zusammenarbeit mit Nicole Chromik u. a. (bis 2018). Loseblattwerk. Köln: Wolters Kluwer 2016. ISBN 978-3-556-23360-3.
- Christian Jülich und Joachim Fehrmann: Schulgesetz Nordrhein-Westfalen – Schulrecht NRW im Überblick mit Erläuterungen für Ausbildung und Praxis. 6. Auflage Köln: Wolters Kluwer 2017. ISBN 978-3-556-07059-8. Seit der 7. Auflage (2019) wird das Werk von Joachim Fehrmann fortgeführt.